# Перевозинка
Перево́зинка (рос. Перевозинка) — село у складі Бузулуцького району Оренбурзької області, Росія.

## Населення
Населення — 605 осіб (2010; 481 у 2002).
Національний склад (станом на 2002 рік):
- росіяни — 95 %